# Frances Sargent Osgood

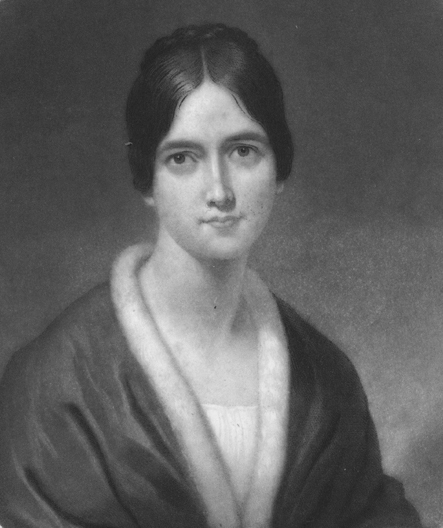
Frances Sargent Osgood

Frances Fanny Sargent Osgood (* 18. Juni 1811 in Boston als Frances Sargent Locke; † 12. Mai 1850 in New York) war eine US-amerikanische Dichterin. Osgood gehörte zum engeren Bekanntenkreis des US-amerikanischen Schriftstellers Edgar Allan Poe.

## Leben

### Frühes Leben
Locke wurde am 18. Juni 1811 in Boston als Tochter des Kaufmanns Joseph Locke und seiner zweiten Frau Mary Foster geboren. Sie verbrachte einen Großteil ihrer Kindheit in Hingham, wo sie zu Hause unterrichtet wurde. Sie fing schon früh an Poesie und Prosa zu schreiben, die sie an Freunde und Familie sendete. Einige Texte wurden in den Zeitschriften Juvenile Miscellany von Lydia Maria Child und dem Ladies' Magazine veröffentlicht und waren mit Florence unterschrieben.

### Ehe

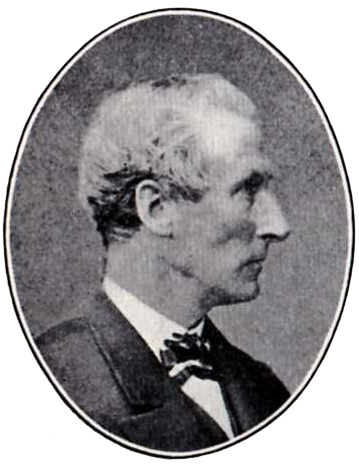
Samuel Stillman Osgood

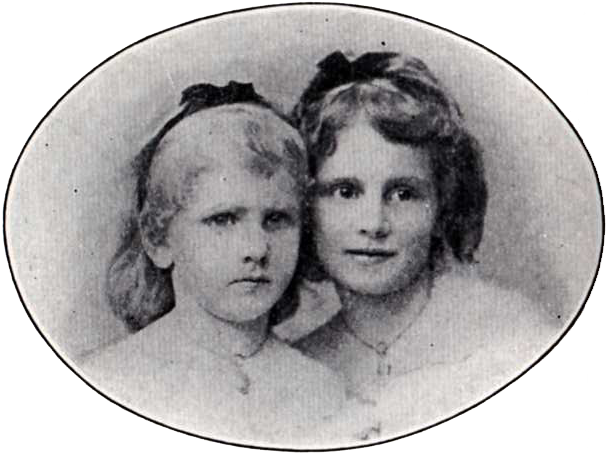
Ellen und May Vincent Osgood

1834 lernte sie den Porträtisten Samuel Stillman Osgood im Boston Athenæum kennen und heiratete ihn am 7. Oktober 1835.
Aus der Ehe gingen drei Kinder hervor:
1. Ellen (1836–1851[1])
2. May Vincent (1839–1851[1])
3. Fanny (1846–1847), der Biograf John Evangelist Walsh theorisierte, dass Poe Fannys Vater war, dies ist aber spekulativ und wird in der Fachliteratur häufig abgelehnt.[5][6]

Die Beziehung erkaltete nach einigen Jahren, und sie lebten 1845 wahrscheinlich getrennt. Es gibt mehrere Gedichte Osgoods, die andeuten, dass Samuel Stillman untreu war.

### Leben und Werk
Zusammen mit ihrem Ehemann zog sie 1835 nach London. Dort veröffentlichte sie ihre erste Gedichtsammlung A Wreath of Flowers from New England. Darin zeigte sie schon ihre Hauptthemen, Familie, Liebe und Unschuld. Auch kommt ihr Humor darin zur Geltung.
1839 zog die Familie wieder zurück nach Boston. Dort schrieb sie u. a. für die in New York erscheinende Zeitschrift Ladies' Companion. Ab 1840 folgten Texte für Godey’s Lady’s Book und Graham’s Magazine. 1842 zog das Paar nach New York. Dort besuchte sie mehrere Vorlesungen bedeutender Autoren, wie z. B. die von Edgar Allan Poe, Margaret Fuller und Elizabeth Oakes Smith.

### Beziehung zu Poe

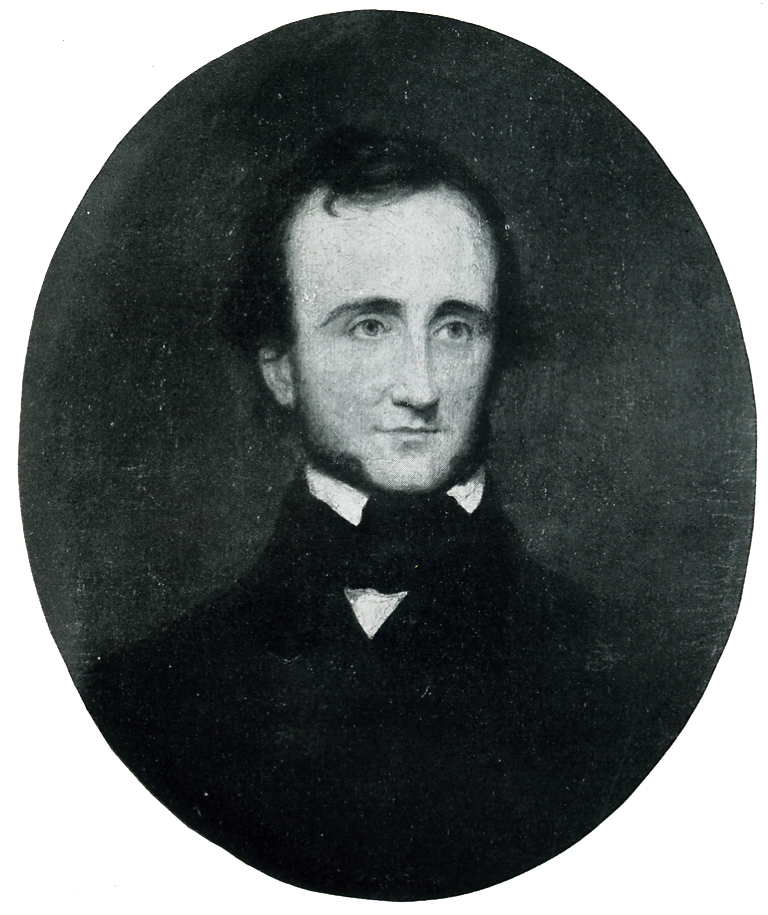
Edgar Allan Poe, Porträt von Samuel Stillman Osgood um 1845. Es ist das einzige bekannte Ölgemälde Poes.

Osgood traf den zwei Jahre älteren Edgar Allan Poe im März 1845, der ihr von Nathaniel Parker Willis vorgestellt wurde. Noch auf dem Sterbebett schilderte sie enthusiastisch die Begegnung: eine „ruhige, würdige, beinahe kalte Begrüßung“ durch den Poeten, deren „so ausgeprägte Ernsthaftigkeit“ sie tief beeindruckte.
1845 veröffentlichte Poe in der Zeitschrift Broadway Journal, die zu einem Drittel in seinem Besitz war, einige teils kokette Gedichte Osgoods. Am 5. April sandte Osgood So Let It Be, To —— unter dem Pseudonym Violet Vane an das Broadway Journal. Poe veröffentlichte die Einsendung und erwiderte mit dem Gedicht To ——, das er zunächst an eine andere Person adressierte und mit M. unterschrieb. Im August wurde Osgoods Romanze Ida Grey im Grahams Magazin veröffentlicht, mit Held und Heldin als Darstellung von ihr und Poe (U. a. ist Grey ein Pseudonym Poes). Bemerkenswert ist in diesem Zusammenhang Poes Gedicht A Valentine, das vor seiner Veröffentlichung im Salon der Dichterin Anne Lynch Botta vorgetragen wurde und in der Erstveröffentlichung den Titel trug: To Her Whose Name Is Written Below. Der Name ergibt sich aus dem ersten Buchstaben der ersten Zeile, gefolgt vom zweiten Buchstaben der zweiten Zeile, dem dritten Buchstaben der dritten Zeile, und so weiter.
Über die sonstige Kommunikation Osgoods und Poes ist wenig bekannt. Sie sandten einander wahrscheinlich viele (laut einem Freund) platonische Briefe, doch wurde ein Großteil zerstört oder ging verloren. Auch trafen sie sich häufig persönlich, z. B. im Haus des New Yorkers John Russell Bartlett oder auch im Haus Poes, häufig auf Einladung von Virginia Poe. Dies passierte, da Virginia hoffte, dass Osgood Poe von seinem Alkoholismus und "gefährlichen" Frauen wie Elizabeth Ellet abhielt. Ellet war wahrscheinlich die Verfasserin mehrerer anonymer Briefe an Virginia Poe, die Osgood einer Affäre mit Poe bezichtigten. Später entstanden Gerüchte über Wahnsinn und den baldigen Aufenthalt im Irrenhaus. Nach 1847 endete die schriftliche Kommunikation zwischen Poe und Osgood.
Poe war nicht der einzige Mann, der Osgood schriftliche Liebesbezeugungen widmete. Zu ihren Verehrern gehörte auch Rufus Wilmot Griswold. Er wurde jedoch von Osgood verschmäht und brachte seine Enttäuschung in einer diskreditierenden Biografie Poes zum Ausdruck, die nach dem Tod des Dichters veröffentlicht wurde.

### Späteres Leben und Tod

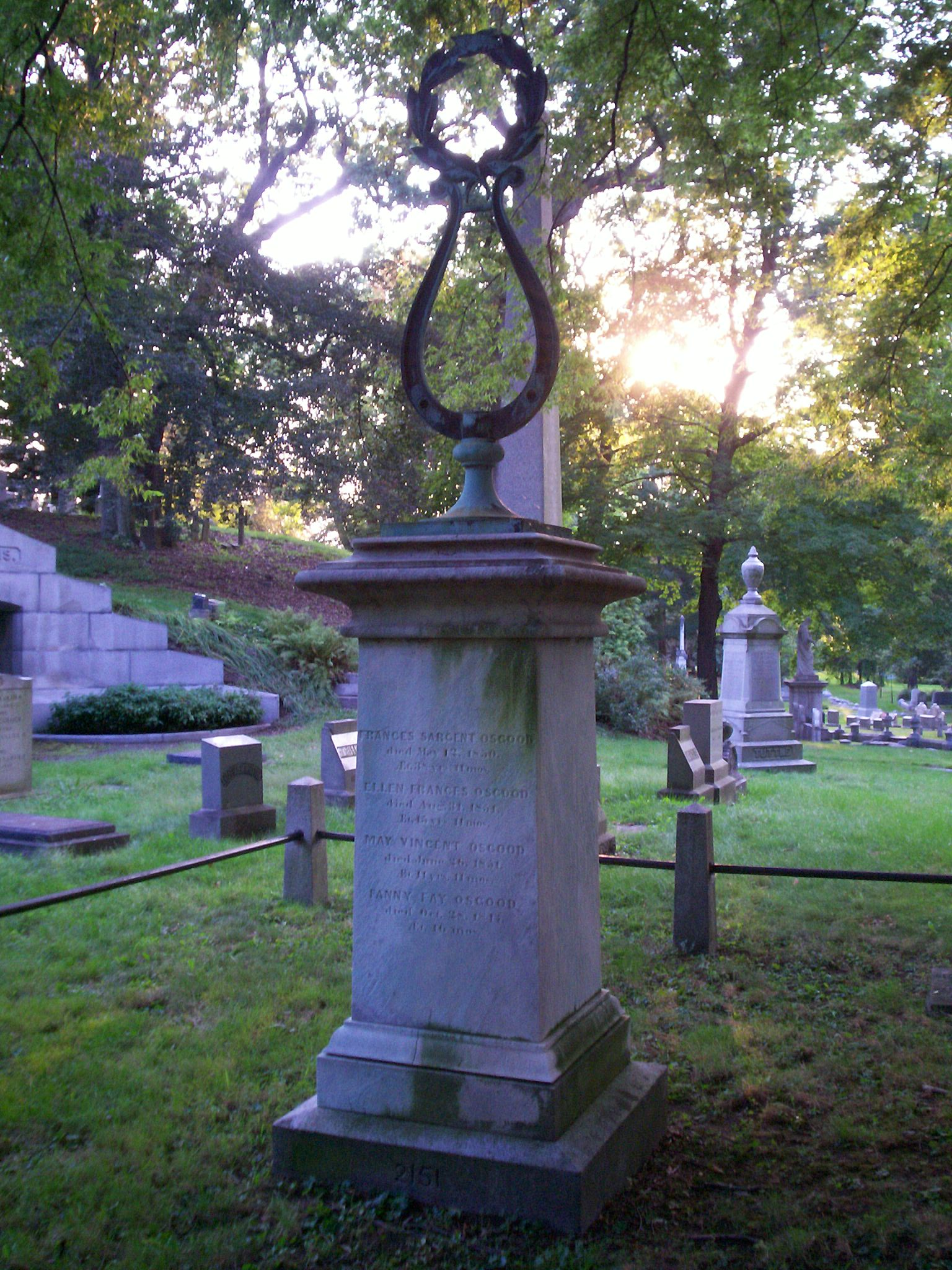
Grab von Frances Sargent Osgood und ihrer Familie im Mount Auburn Cemetery

Osgood, die schwanger war, und Stillman zogen vor dem Valentinstag 1846 wieder zusammen. Im Juli forderte Samuel Stillman Osgood von Elizabeth Ellet, sich formell bei seiner Frau zu entschuldigen oder wegen Verleumdung angeklagt zu werden. Ellet entschuldigte sich in einem Brief, beschuldigte aber Poe.
Drei Jahre später, 1849, zog Stillman nach San Francisco, um dort Goldsucher zu werden. Er kehrte kurz vor Frances Sargents Tod zurück.
Osgood wurde im Februar 1850 bettlägerig und starb am 12. Mai 1850 an Tuberkulose. Sie wurde auf dem Mount Auburn Cemetery begraben.

## Rezeption
Zu ihren Lebzeiten gehörte Osgood zu den berühmtesten Autorinnen der USA. Rufus Wilmot Griswold behauptete, dass sie Gedichte fast mit der Geläufigkeit eines Gesprächs (englisch "with almost the fluency of conversation") schrieb. John Seely Hart beschrieb ihre Prosa als essentiell poetisch (englisch essentially poetical).

## Bibliographie
Bücher (Auswahl)
- A Wreath of Flowers from New England (1838)
- The Poetry of Flowers and the Flowers of Poetry (1841)
- Poems (1846)

Gedichte (Auswahl)
- The Casket of Fate (1839)
- The Snowdrop, a New Year Gift for Children (1842)
- Rose, Sketches in Verse (1842)
- Puss in Boots (1842)
- The Marquis of Carabas (1844)
- Cries in New York (1846)